# Daniel Carvajal
Daniel Carvajal Ramos (født 11. januar 1992) er en spansk professionel fodboldspiller, som spiller for La Liga-klubben Real Madrid og Spaniens landshold. Han har i sin karriere vundet UEFA Champions League seks gange, hvilke er delt flest nogensinde.
Bortset fra et år i Bayer 04 Leverkusen, har han spillet hele sin seniorkarriere hos Real Madrid, og næsten også hele sin ungdomskarriere.